# ジョナス・カルピニャーノ
ジョナス・カルピニャーノ（Jonas Carpignano, 1984年1月16日 - ）は、アメリカ合衆国生まれで主にイタリアで活動する映画監督、脚本家である。

## 経歴
イタリア人の父とアフリカ系アメリカ人の母の間にニューヨーク市ブロンクスで生まれる。父方の祖父に映画プロデューサーのヴィットリオ・カルピニャーノ（Vittorio Carpignano）、父方の叔父に映画監督のルチアーノ・エンメル、母方の叔父にジャズピアニストでバンドリーダーのサミー・ベンスキン（Sammy Benskin）がいる。ウェズリアン大学在学中に映画製作を始め、2006年に同大学を卒業するとイタリアおよび米国の映画業界での数年間の経験を経て、ニューヨーク大学ティッシュ芸術部大学院の映画プログラムに入学した。初期の短編映画はニューヨーク大学在学中に製作されている。

2015年、初の長編『地中海』が第68回カンヌ国際映画祭国際批評家週間で上映される。同作は第31回インディペンデント・スピリット賞で3部門にノミネートされたほか、第25回ゴッサム・インディペンデント映画賞ではブレイクスルー監督賞を受賞した。また、ナショナル・ボード・オブ・レビュー賞では新人監督賞を受賞するとともに外国語映画トップ5に選出された。2016年にはグッゲンハイム・フェローを受賞する。
2017年、長編2作目でありマーティン・スコセッシが製作総指揮を務めた『チャンブラにて』が第70回カンヌ国際映画祭監督週間で上映され、ヨーロッパ・シネマ・レーベル賞を受賞した。同作はアカデミー賞外国語映画部門のイタリア代表作品に選出されたほか、第33回インディペンデント・スピリット賞では監督賞部門にノミネートされ、第63回ダヴィッド・ディ・ドナテッロ賞では7部門でノミネートされて監督賞を含む2部門で受賞した。
2021年、長編3作目となる『キアラへ』が第74回カンヌ国際映画祭監督週間で上映され、2度目となるヨーロッパ・シネマ・レーベル賞を受賞した。

## フィルモグラフィー
| 公開年 | 邦題 原題                | クレジット |
| ------ | ------------------------ | ---------- |
| 2012年 | A Chjàna （短編）        | 監督、脚本 |
| 2014年 | A Ciambra（短編）        | 監督、脚本 |
| 2015年 | 地中海 Mediterranea      | 監督、脚本 |
| 2017年 | チャンブラにて A Ciambra | 監督、脚本 |
| 2021年 | キアラへ A Chiara        | 監督、脚本 |